# Terremoto di Van del 2011
Il terremoto di Van del 2011 ha colpito la Turchia orientale, nei pressi della città di Van, alle 13:41:00 secondo l'ora locale (12:41:00, ora italiana, e 10:41:00, UTC), a una profondità di 16 km, domenica 23 ottobre 2011. Con una magnitudo locale di 7,3 e una magnitudo momento di 7.2, è stato il più potente sisma in Turchia, dopo quello avvenuto a Izmit nel 1999 che raggiunse magnitudo 7,6.
Il numero delle vittime è di 604 morti e 4.152 feriti.

## Risentimenti e danni
La scossa di magnitudo 7,2, è avvenuta sulla cosiddetta zona di collisione tra placca araba e placca euroasiatica a una profondità di circa 16 km. Il sisma è stato avvertito anche in Armenia, in Georgia e in Iran. È stato inoltre avvertito, anche se in maniera leggera (IV grado della scala Mercalli), anche a Tel-Aviv, in Siria, in Iraq e in Azerbaigian. I massimi risentimenti macrosismici del terremoto si sono avuti a Van, dove la scossa ha raggiunto l'VIII grado della scala Mercalli.
A Van e nelle località limitrofe la scossa ha provocato oltre 200 morti e il crollo di circa un migliaio di edifici nella sola città di Van.

## Scosse di assestamento
Nelle 48 ore che hanno seguito l'evento iniziale, vi sono state centinaia di scosse e microscosse di assestamento. Le più forti si sono avute il 23 ottobre alle 20:45 UTC, con magnitudo 6,0, e il 25 ottobre alle 14:56 (UTC), con magnitudo 5,7.
Il 9 novembre un altro sisma di magnitudo 5.7 provoca ulteriori 40 vittime.

## Reazioni internazionali
Sia l'Unione europea che la NATO hanno espresso profondo rammarico e hanno offerto il proprio aiuto alla Turchia. Anche Barack Obama ha espresso il suo cordoglio e ha affermato che "sta seguendo con preoccupazione la vicenda" e che "gli Stati Uniti sono pronti a offrire il loro aiuto alla Turchia". Anche Armenia, Azerbaigian, Cina, Georgia, Iran, Israele, Giappone, Kosovo, Nuova Zelanda, Pakistan, Russia, Corea del Sud, Svizzera, Taiwan e Ucraina hanno offerto il loro aiuto alla Turchia.